# ウネ・テムル
ウネ・テムル（モンゴル語: Ūne temür、生没年不詳）は、チンギス・カンの弟のテムゲ・オッチギンの子孫で、15世紀中頃に活躍したモンゴル帝国の皇族。ウリヤンハイ三衛の一つ泰寧衛を統べ、「遼王（劉王）」と称してマルコルギス・ハーンやモーラン・ハーンに仕えていた。『明実録』では兀研帖木児と漢字表記される。

## 概要
ウネ・テムルの出自については不明な点が多いが、「劉王（遼王の誤り）」と称していることから元末明初に活躍した遼王アジャシュリの子孫であると考えられている。正統年間から景泰年間にかけて、泰寧衛はウネ・テムルの兄のゲゲン・テムルが総べていたが、ゲゲン・テムルの死を契機として史料上に現れるようになる。
天順4年（1460年）、ゲゲン・テムルが亡くなるとウネ・テムルは兄に代わって三衛を統治しようとしたが、三衛の頭目たちはウネ・テムルによる支配を認めなかったため、頭目たちの要請によって明朝朝廷が直々にゲゲン・テムルの地位はその息子のトクトア・ボラトが継ぐよう三衛に通達した。
その後、天順7年（1463年）になるとウネ・テムルはマルコルギス・ハーンの側近として登場し、連名で明朝に使者を派遣した。同じ頃、ボライ太師に明朝侵攻を手伝うよう要請されたのを断っており、明朝に賞賛されている。
成化13年（1477年）を最後としてウネ・テムルに関する情報は明実録にあらわれなくなり、この頃亡くなったものとみられる。後代に編纂された『万暦武功録』によると、ウネ・テムルの子孫は後に断絶してしまったという。

## オッチギン王家
- テムゲ・オッチギン（Temüge Odčigin,鉄木哥斡赤斤／تموگه اوتچگين Temūga Ūtchigīn）
  - ジブゲン大王（J̌ibügen,只不干大王／جیبوJībū）
    - タガチャル国王（Taγačar,塔察児国王／طغاچار نویانTaghāchār Nūyān）
      - アジュル大王（Aǰul,阿朮魯大王／اجولAjūl）
        - ナヤン大王（Nayan,乃顔大王／نایانNāyān）
          - 遼王トクトア（Toqto'a,遼王脱脱／توقتا کوونTūqtā Kūwn）
            - 遼王ヤナシュリ（Yanaširi,遼王牙納失里）
              - 遼王アジャシュリ（Aǰaširi,遼王阿札失里）

      - 寿王ナイマダイ（Naimantai,寿王乃蛮台／نایمتایNāīmatāī）